# Lypsyl
Lypsyl är ett varumärke för läppbalsam som i Sverige distribueras och marknadsförs av Conaxess Trade Sweden AB. Produkten är mjukgörande och används för att motverka och lindra torra läppar. Lypsyl lanserades i Sverige år 1905.
I folkmun används ofta ordet Lypsyl för alla sorters läppbalsam/läppcerat. Lypsyl är ett av världens vanligaste läppcerat och finns i flera utföranden för olika typer av läppar.  